# Volvo B5TL
Volvo B5TL — двухэтажный автобус особо большой вместимости производства Volvo Bussar, предназначенный для эксплуатации в странах с левосторонним движением.

## Информация
B5TL оснащён новым 5,1-литровым двигателем Volvo D5K-240 мощностью 240 л. с./177 кВт. Переход на двигатель меньшего размера является одной из мер по снижению веса, реализованных в новом автобусе. Вместе со своим партнёром Wrightbus весь автобус достигает снижения массы на 1000 кг, по сравнению со своим предшественником. По словам производителей, благодаря меньшему двигателю и снижению массы B5TL улучшает экономию топлива на 10%.
В настоящее время Wrightbus производит облегчённый кузов Gemini 3 для B5TL, который способствует снижению массы на 70%. MCV Bus&Coach также производит свой кузов в качестве альтернативы дизайну Wrightbus.
Первый прототип появился в 2013 году в Лондоне, где эксплуатировался до 2014 года. В Северной Ирландии эксплуатировалось 42 автобуса Volvo B5TL, в США — 36, в Дублине — 70 и так далее.